# Acanthonchus setoi
Acanthonchus setoi is een rondwormensoort uit de familie van de Cyatholaimidae.